# Wie der Wind sich hebt
Wie der Wind sich hebt (jap. 風立ちぬ, Kaze Tachinu) ist ein Anime-Film von Hayao Miyazaki, basierend auf seinem eigenen Manga Kaze Tachinu. Der Film des Studio Ghibli wurde mehrfach ausgezeichnet und war in Japan auch kommerziell sehr erfolgreich. Film und Comic sind ein Porträt des Flugzeugkonstrukteurs Jirō Horikoshi, die Handlung ist jedoch weitgehend fiktiv. Vorlage für den Film ist das Buch Der Wind erhebt sich von Tatsuo Hori.

## Handlung
Der junge Jirō Horikoshi träumt während des Ersten Weltkriegs in seinem Elternhaus vom Fliegen. Im Traum besteigt er ein vogelartiges Flugzeug auf dem Dach seines Hauses, mit dem er elegant über das Land schwebt, zwischen Häusern und Bäumen hindurch. Auf einmal taucht aus einer finsteren Wolke ein riesiges unheimliches Luftschiff auf, an dem zahllose pulsierende Gondeln mit Schattenwesen hängen. Als er zum Angriff übergehen will kann er plötzlich nicht mehr richtig sehen, rammt eine Gondel, stürzt in die Tiefe und wacht auf. Jirō ist im richtigen Leben stark kurzsichtig, auf seine Brille angewiesen und hat keine Aussicht darauf, jemals ein Flugzeug zu steuern.
Sein Lehrer leiht ihm eine englische Luftfahrtzeitschrift, in der über den italienischen Flugzeugbauer Gianni Caproni berichtet wird. Caproni und seine Flugzeuge begleiten ihn von da an durch sein Leben und seine Träume. In dieser ersten Begegnung steigt Caproni aus einem Bomber vom Typ Caproni Ca.30 aus und nimmt Jirō anschließend in einem Passagierflugzeug – eine aus einem Bomber entwickelte Caproni Ca.48 – mit, von dessen Flügel aus sie den Flug des riesigen Flugbootes Caproni Ca.60 beobachten. Caproni bestärkt Jirō in seinem Wunsch Flugzeugkonstrukteur zu werden.
Jirō reist 1923 mit dem Zug zum Studium nach Tokio und erlebt das Kantō-Erdbeben, bei dem er die junge Naoko Satomi und ihre verletzte Begleiterin aus dem Zugwagen rettet – er wird ihr erst Jahre später wieder begegnen. Gemeinsam mit seinem Studienkollegen Kiro Honjo beginnt er bei Mitsubishi Kōkūki in Nagoya mitten in der Weltwirtschaftskrise zu arbeiten. Der ältere Ingenieur Kurokawa wird sein Mentor. Jirō verblüfft auf Anhieb alle durch sein Talent und kann langsam Sympathien bei dem eher mürrischen Kurokawa gewinnen. Dieser schickt ihn auch für eine Dienstreise mit einer japanischen Delegation zu den deutschen Junkerswerken nach Dessau, um ihn dort den Stand des Flugzeugbaus begutachten zu lassen.
Zurück in Japan freundet sich Jirō mit Naoko Satomi an, die er damals am Tag des großen Erdbebens getroffen hatte. Die beiden verlieben sich, heiraten und wohnen bei Kurokawa, obwohl Naoko an Tuberkulose leidet und sich ihr Zustand nur im Sanatorium in den Bergen verbessern kann. Horikoshis bedeutendste Konstruktionen werden die Mitsubishi A5M und Mitsubishi A6M. Letztere ist – bekannt als „Zero“ – das leistungsfähigste Trägerflugzeug seiner Zeit. Am Tag des gelungenen Erstfluges seines Lebenswerkes verlässt Naoko heimlich das Haus, hinterlässt Abschiedsbriefe an die Familienmitglieder, in denen sie erklärt, in das Sanatorium in den Bergen zurückzukehren, um dort ihre letzten Tage zu verbringen.
Der Film endet mit Kriegsszenen, Bombardierungen japanischer Städte und Dörfer, die Jirō kommentiert, und einer Traumsequenz, in der Jirō erneut auf Gianni Caproni trifft. Sie beobachten eine Staffel „Zeros“, die sich mit einem riesigen Geschwader aus Jagdflugzeugen vereint. Caproni befindet die Flugzeuge als schön und gute Arbeit, worauf Jirō entgegnet: „Nicht eine Maschine ist zurückgekommen.“. Zum Schluss zeigt Caproni ihm noch Naoko aus der Ferne, die Jirō dazu auffordert, zu leben, bevor sie verschwindet, womit ihr Tod angedeutet wird.

## Entstehung
Das Porträt eines Konstrukteurs von Kriegswaffen war nicht nur nach Veröffentlichung des Films umstritten, sondern auch Miyazaki selbst war sich zunächst unsicher. Als er jedoch hörte, dass Horikoshi gesagt haben soll, dass er nur etwas Wunderschönes schaffen wollte, beschloss Miyazaki, sein Leben zum Thema zu machen. Dabei sollte das Leben des Konstrukteurs nicht beurteilt, sondern sein Schaffen und seine Hingabe für die Technik gezeigt werden. In einem Interview mit der Asahi Shimbun betonte Miyazaki, dass zwar der Krieg dumm gewesen sei, die „Zero“ aber zu den wenigen Leistungen aus dieser Zeit gehöre, auf die man stolz sein könne. Der Regisseur selbst ist seit seiner Kindheit begeistert von Kriegsflugzeugen. Bereits im Film Porco Rosso, um einen italienischen Piloten und Luftpiraten, hatte Miyazaki seiner Begeisterung für Flugzeuge Ausdruck verliehen. Auch in Filmen wie Nausicaä aus dem Tal der Winde oder Kikis kleiner Lieferservice hat das Fliegen eine besondere Bedeutung. Außerdem hatte Miyazakis Verhältnis zu seinem Vater Einfluss auf den Film. Dieser produzierte während des Krieges Flugzeugteile – unter anderem auch für die Mitsubishi A6M – und später warf Miyazaki ihm vor, Kriegsgewinnler zu sein.
Hayao Miyazaki, der auch das Drehbuch zum Film schrieb, kündigte an, dass dieser Film nach über fünf Jahren Produktionszeit sein letztes Werk sein werde. Parallel dazu entstand im gleichen Studio der Film Die Legende der Prinzessin Kaguya von Isao Takahata. Die Veröffentlichung war zeitgleich geplant, auch um beiden bekannten Regisseuren des Studios, die auch in Konkurrenz zueinander stehen, Ansporn zu geben. Die Legende der Prinzessin Kaguya wurde jedoch aufgrund von Schwierigkeiten mit der Animation erst vier Monate später veröffentlicht. Das Charakterdesign entwarf Kitaro Kōsaka und die künstlerische Leitung lag bei Yōji Takeshige. Als Produzent war Toshio Suzuki tätig. Die Musik komponierte, wie bei Studio Ghibli üblich, Joe Hisaishi. Neben Hisaishis Kompositionen wird das Lied Hikōki-gumo (ひこうき雲) von Yumi Matsutoya aus dem Jahr 1973 verwendet. Nebencharakter Hans Castorp singt an einer Stelle das Lied Das gibt's nur einmal, das von Werner Richard Heymann für den Film Der Kongreß tanzt (1931) komponiert wurde. Die Figur basiert auf dem sowjetischen Agenten Richard Sorge.

## Synchronisation
Für die deutsche Vertonung war die Christa Kistner Synchronproduktion GmbH in Potsdam verantwortlich. Carsten Bengelsdorf schrieb das Dialogbuch, Engelbert von Nordhausen führte die Dialogregie.
| Rolle          | Japanische Stimme (Seiyū) | Deutsche Stimme      |
| -------------- | ------------------------- | -------------------- |
| Jirō Horikoshi | Hideaki Anno              | Tim Knauer           |
| Naoko Satomi   | Miori Takimoto            | Kaya Möller          |
| Honjō          | Hidetoshi Nishijima       | Till Endemann        |
| Hattori        | Jun Kunimura              | Frank-Otto Schenk    |
| Jirōs Mutter   | Keiko Takeshita           | Marion Musiol        |
| Caproni        | Mansai Nomura             | Marcus Off           |
| Kurokawa       | Masahiko Nishimura        | Lutz Schnell         |
| Kayo Horikoshi | Mirai Jita                | Sarah Alles          |
| Satomi         | Morio Kazama              | Uwe Büschken         |
| Kurokawas Frau | Shinobu Ōtake             | Juana von Jascheroff |
| Hans Castorp   | Stephen Alpert            | Reinhard Kuhnert     |

## Veröffentlichung
Der Film kam am 20. Juli 2013 in die japanischen Kinos. Es folgte im September 2013 die Premiere in Taiwan sowie die Vorführung bei den 70. Internationalen Filmfestspiele von Venedig und dem Toronto International Film Festival. Walt Disney hält die Veröffentlichungsrechte außerhalb Asiens und zeigte den Film ab dem 21. Februar 2014 in größerem Umfang in Nordamerikanischen Kinos. Im November 2013 gab es bereits einige Vorführungen in Los Angeles, sodass der Film zur Oscarverleihung 2014 zugelassen war.
Am 17. Juli 2014 wurde der Film von Universum Anime in die deutschen Kinos gebracht. In Österreich war der Kinostart am 29. August 2014, für die deutschsprachige Schweiz am 11. September 2014.
Die DVD und Blu-ray kam am 12. Dezember 2014 auf den Markt.
In Deutschland zeigte der Fernsehsender Arte den Film erstmals am 12. Juni 2016 im öffentlich-rechtlichen Rundfunk – fast zeitgleich zum EM-Auftaktspiel der deutschen Nationalmannschaft.

## Rezeption

### Auszeichnungen
Wie der Wind sich hebt gewann folgende Auszeichnungen:
- 2013: Alliance of Women Film Journalists (Bester Animationsfilm)[16]
- 2013: Boston Society of Film Critics (Bester Animationsfilm)
- 2013: Chicago Film Critics Association (Bester Animationsfilm)
- 2013: New York Film Critics Circle Award (Bester Animationsfilm)[17]
- 2013: National Board of Review Award (Bester Animationsfilm)[17]
- 2013: San Diego Film Critics Society (Bester Animationsfilm)
- 2014: Annie Award (Bestes Filmdrehbuch)[18]

Der Film war für diverse weitere Preise nominiert, unter anderem für einen Oscar in der Kategorie „Bester animierter Spielfilm“, und lief im Wettbewerb der 70. Internationalen Filmfestspiele von Venedig.

### Kritiken
Die große handwerkliche Qualität des Films wurde von vielen Kommentatoren gelobt. Lou Lumenick von der New York Post schreibt, der Film sei weniger an Kinder als an ein erwachsenes Publikum gerichtet. Der prächtig umgesetzte Film biete eine gelungene Verbindung realer Geschehnisse und Personen und einer im Wesentlichen fiktiven Handlung. Mark Schilling von der Japan Times vergleicht den eher nostalgischen Film mit Porco Rosso. Die Grundzüge der Handlung, der Aufstieg eines talentierten und tüchtigen jungen Mannes und eine Liebe, die vom Schicksal getrennt wird, seien altbekannt, jedoch gut umgesetzt. Die Charakterisierung Horikoshis als eines schlauen, nerdigen Typs, der aber auch mutig und aufgeschlossen ist, wird positiv hervorgehoben. In seinem Aufstieg habe Horikoshi auch etwas von Miyazaki selbst. So bilde der Film schließlich ein gelungenes Ende der Karriere des Regisseurs.

„‚Wie der Wind sich hebt‘ soll sein letzter Film sein, so hat es Miyazaki 2013 auf den Filmfestspielen von Venedig angekündigt. Dass er sich mit einem imposanten, melancholischen Kunstwerk mit politischem Anspruch verabschiedet, unterstreicht einmal mehr, was für eine Leitfigur Miyazaki für den Animationsfilm ist – und es auch lange nach dem Ende seiner aktiven Laufbahn bleiben wird.“

„Nach historischen Figuren und Ereignissen modelliert Hayao Miyazaki einen Animationsfilm, der technisch brillant und mit großer Ernsthaftigkeit von den Verwicklungen des Ingenieurs in die Rüstungsindustrie und seiner Liebe zu einer an Tuberkulose erkrankten jungen Frau erzählt.“

### Einspielergebnis
Bis 11. September 2013 spielte der Film in Japan 10 Milliarden Yen (75 Mio. €) ein, was als letztem japanischen Film vor fünf Jahren Ponyo – Das große Abenteuer am Meer – ebenfalls von Hayao Miyazaki – gelang. Die Ticketverkäufe zogen dabei nach Miyazakis Bekanntgabe seines Rückzugs an. In Deutschland spielte der Film bis zum Oktober 2014 369.000 € ein.

### Kontroverse
In Japan und Südkorea wurde der Inhalt des Films kontrovers diskutiert. So wird eine zu unkritische Darstellung der Hauptfigur und der Produktion der Kriegsflugzeuge kritisiert, bei der auch Zwangsarbeiter aus China und Korea eingesetzt wurden. Miyazaki sagte dazu, dass Horikoshi selbst dem Militär nicht positiv gegenüberstand und es auch zurückwies. Er habe in dieser Zeit gelebt und wollte darin seine Träume verwirklichen, sei damit aber nicht für alles verantwortlich, was in dieser Zeit geschah. Zugleich wurde der Film von japanischen Nationalisten für die negative Darstellung des Krieges kritisiert. Ärzte protestierten außerdem dagegen, dass im Film häufig geraucht werde, selbst in Szenen, die die Krankheit von Horikoshis Frau behandeln.